# Deportivo La Coruña Brasil Futebol Clube
Deportivo La Coruña Brasil Futebol Clube é uma agremiação esportiva da cidade do Rio de Janeiro fundada a 15 de novembro de 1994.

## História

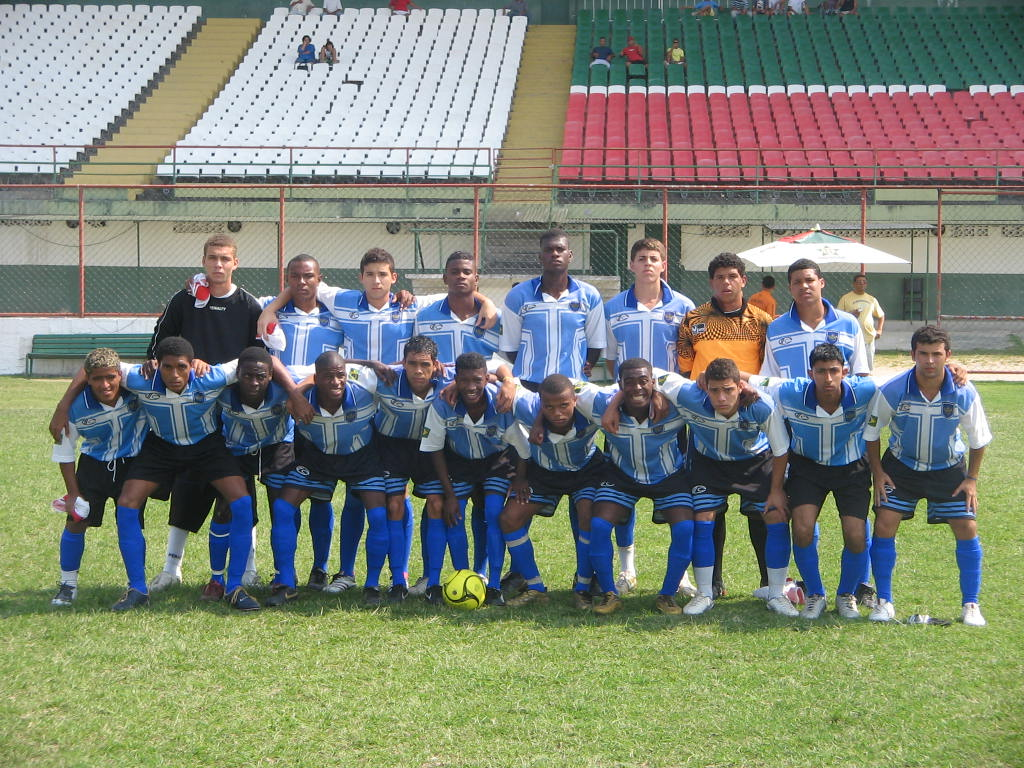
Equipe do La Coruña em 2007

Após jogar por sete anos o antigo DFAC da FFERJ, onde em seu elenco teve como técnico o ex jogador do Flamengo campeão mundial "Manguito", estréia em 2003 no Campeonato da Terceira Divisão de Profissionais do estado do Rio de Janeiro, quando não passa da primeira fase. No ano seguinte a campanha é igualmente fraca. Em 2002, fora vice-campeão da categoria Adultos do Amador da FERJ ao perder a final para o Onze Unidos Atlético Clube, de Vila Kennedy.
Em 2005, se licencia das competições profissionais. Volta apenas em 2007 na disputa da Terceira Divisão, quando também não consegue passar da primeira fase do campeonato.
Em 2008, faz sua melhor campanha chegando à terceira fase do campeonato, permanecendo na mesma divisão.
A denominação, autorizada pelo time homônimo espanhol, é uma homenagem ao ex-jogador Bebeto, ex-Botafogo de Futebol e Regatas, Club de Regatas Flamengo, Club de Regatas Vasco da Gama e Seleção Brasileira, que também atuou na agremiação espanhola.
Utiliza o estádio Orlando P. Xavier, do União Futebol Clube, em Silva Jardim. Suas cores são branco e azul.

## Títulos
- 2002 - Vice-campeão do Departamento Amador da FERJ (Categoria Adultos);

## Estatísticas

### Participações
|  | Participações em 2018 |

| Competição          | Temporadas | Melhor campanha     | Estreia | Última | P | R |
| Série B2 do Carioca | 5          | 17º colocado (2007) | 2003    | 2013   | – | – |